# Antiscopa acompa
Antiscopa acompa là một loài bướm đêm trong họ Crambidae.